# Monségur, Gironde
Monségur (gaskonsko Montsegur) je naselje in občina v jugozahodnem francoskem departmaju Gironde regije Akvitanije. Leta 2008 je naselje imelo 1.546 prebivalcev.

## Geografija
Naselje leži v pokrajini Gujeni ob reki Dropt, 69 km jugovzhodno od Bordeauxa.

## Uprava
Monségur je sedež istoimenskega kantona, v katerega so poleg njegove vključene še občine Castelmoron-d'Albret, Cours-de-Monségur, Coutures, Dieulivol, Landerrouet-sur-Ségur, Mesterrieux, Neuffons, Le Puy, Rimons, Roquebrune, Sainte-Gemme, Saint-Sulpice-de-Guilleragues, Saint-Vivien-de-Monségur in Taillecavat s 4.672 prebivalci.
Kanton Monségur je sestavni del okrožja Langon.

## Zgodovina
Naselbina je bila ustanovljena kot srednjeveška bastida v letu 1265 v času angleške kraljice Eleonore Provansalske, žene Henrika III. Plantageneta.

## Zanimivosti
Monségur je vmesna postaja romarske poti v Santiago de Compostelo, Via Lemovicensis.
- gotska cerkev Notre-Dame de Monségur iz konca 13. stoletja,
- tudorski stolp Tour du Gouverneur.